# Isidoro López Lapuya

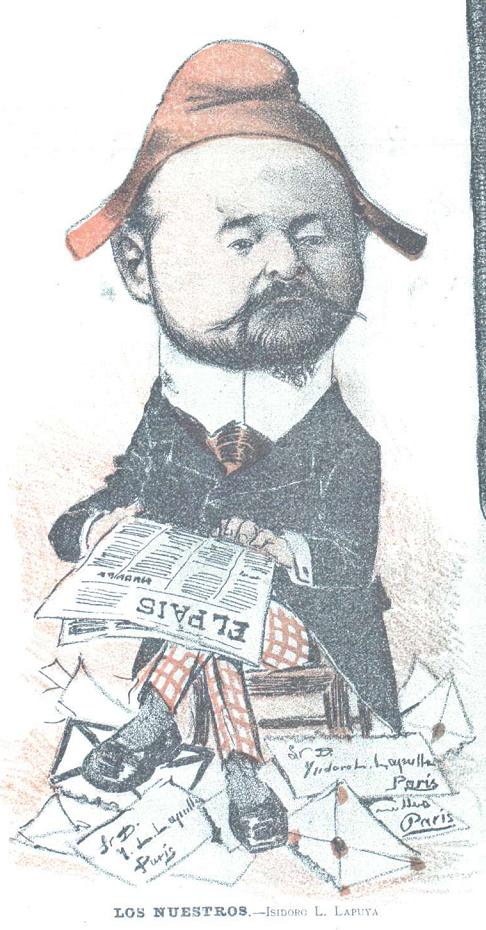
Isidoro López Lapuya en Don Quijote (1902)

Isidoro López Lapuya (fl. 1882-1927) fue un abogado y publicista español.

## Biografía
Estudió en la Universidad Central. Abogado y publicista descrito como un bohemio, fue director de la revista madrileña Deutsche-Spanisch Revue (1887-1888), en la que colaboró con el escritor Ernesto Bark. Llegó a París sobre 1897, donde dirigiría El Correo de París (1898), además de ser corresponsal de El País. También colaboró en publicaciones periódicas como El Magisterio Español, de Madrid, o Germinal (1903), entre otras. Entre sus obras se encuentran El sortilegio de Karnak: novela arqueológica —escrita junto a José Ramón Mélida— o La bohemia española en París a fines del siglo pasado.